# Delphyre aurorina
Delphyre aurorina là một loài bướm đêm thuộc phân họ Arctiinae, họ Erebidae.